# يوان لونغ بينغ
يوان لونغ بينغ (بالصينية: 袁隆平؛ من مواليد 7 سبتمبر 1930) هو مهندس زراعي صيني، اشتهر بتطوير أول أصناف الأرز الهجين في سبعينيات القرن العشرين.
منذ ذلك الحين، تمت زراعة الأرز الهجين في عشرات البلدان في أفريقيا وأمريكا وآسيا. مما يوفر مصدرًا قويًا للغذاء في المناطق المعرضة بشدة لخطر المجاعة. لمساهماته، يُطلق على يوان دائمًا لقب «أبو الأرز الهجين» من قبل وسائل الإعلام الصينية.